# Laure-Minervois
Laure-Minervois  est une commune française située dans le nord du département de l'Aude, en région Occitanie.
Sur le plan historique et culturel, la commune fait partie du Minervois, un pays de basses collines qui s'étend du Cabardès, à l'ouest, au Biterrois à l'est, et de la Montagne Noire, au nord, jusqu'au fleuve Aude au sud. Exposée à un climat méditerranéen, elle est drainée par le Rascas, le ruisseau de Naval, le ruisseau de la Prade, le ruisseau Neuf, le ruisseau Ruchol et par divers autres petits cours d'eau. La commune possède un patrimoine naturel remarquable composé de trois zones naturelles d'intérêt écologique, faunistique et floristique.
Laure-Minervois est une commune rurale qui compte 1 030 habitants en 2022. Elle fait partie de l'aire d'attraction de Carcassonne. Ses habitants sont appelés les Lauranais ou  Lauranaises.
Le patrimoine architectural de la commune comprend cinq immeubles protégés au titre des monuments historiques : l'allée couverte de Saint-Eugène, classée en 1931, l'église Saint-Jean-Baptiste, inscrite en 2006, la tour de Mézolieux, classée en 1932, la tour du Portail-Neuf, inscrite en 1926, et la tour du Bas, inscrite en 1926.

## Géographie
Laure-Minervois (3 923 ha dont 348 de bois, 1 395 de vignes), 6 km au sud-ouest de Peyriac-Minervois, au plan circulaire et riche en vieilles pierres, en capitelles, se signale par une allée couverte au nord du village, l'allée couverte de Saint-Eugène ; cave coopérative. Au sud-ouest, Aigues-Vives, 10 km sud-sud-ouest de Peyriac-Minervois, est une grosse commune viticole (932 ha de vignes) qui a un site archéologique au Pech de Saint-Vincent, et possède une partie de l'ancien étang de Marseillette.

### Communes limitrophes
Les communes limitrophes sont  Aigues-Vives, Badens, Bagnoles, Bouilhonnac, Caunes-Minervois, Malves-en-Minervois, Peyriac-Minervois, Rieux-Minervois, Rustiques, Saint-Frichoux, Trèbes, Villarzel-Cabardès et Villeneuve-Minervois.
| Villeneuve-Minervois                                | Caunes-Minervois     | Peyriac-Minervois |
| Villarzel-Cabardès, Bagnoles                        | Laure-Minervois      | Rieux-Minervois   |
| Malves-en-Minervois, Bouilhonnac, Trèbes, Rustiques | Badens, Aigues-Vives | Saint-Frichoux    |

### Hydrographie
La commune est dans la région hydrographique « Côtiers méditerranéens », au sein du bassin hydrographique Rhône-Méditerranée-Corse. Elle est drainée par le Rascas, le ruisseau de Naval, le ruisseau de la Prade, le ruisseau Neuf, le ruisseau Ruchol, le ruisseau de Combe Gascou, le ruisseau de Fabas, le ruisseau de Fontanilles, le ruisseau de la Peyrière, le ruisseau de la Vache, le ruisseau de Mayral, le ruisseau de Mirausse, le ruisseau de Palats, le ruisseau de Renel, qui constituent un réseau hydrographique de 58 km de longueur totale,.
Le Rascas, d'une longueur totale de 12,9 km, prend sa source dans la commune de Villeneuve-Minervois et s'écoule vers le sud-est. Il traverse la commune et se jette à Puichéric, après avoir traversé 7 communes.
Le ruisseau de Naval, d'une longueur totale de 18,8 km, prend sa source dans la commune de Caunes-Minervois et s'écoule vers le sud-est. Il traverse la commune et se jette dans l'Aude à La Redorte, après avoir traversé 6 communes.

### Climat
Pour des articles plus généraux, voir Climat de l'Occitanie et Climat de l'Aude.
En 2010, le climat de la commune est de type climat méditerranéen franc, selon une étude s'appuyant sur une série de données couvrant la période 1971-2000. En 2020, Météo-France publie une typologie des climats de la France métropolitaine dans laquelle la commune est dans une zone de transition entre le climat océanique altéré et le climat méditerranéen et est dans la région climatique Provence, Languedoc-Roussillon, caractérisée par une pluviométrie faible en été, un très bon ensoleillement (2 600 h/an), un été chaud (21,5 °C), un air très sec en été, sec en toutes saisons, des vents forts (fréquence de 40 à 50 % de vents > 5 m/s) et peu de brouillards.
Pour la période 1971-2000, la température annuelle moyenne est de 14,5 °C, avec une amplitude thermique annuelle de 15,9 °C. Le cumul annuel moyen de précipitations est de 605 mm, avec 7,9 jours de précipitations en janvier et 3,6 jours en juillet. Pour la période 1991-2020, la température moyenne annuelle observée sur la station météorologique la plus proche, située sur la commune de Caunes-Minervois à 6 km à vol d'oiseau, est de 13,9 °C et le cumul annuel moyen de précipitations est de 768,1 mm,. Pour l'avenir, les paramètres climatiques de la commune estimés pour 2050 selon différents scénarios d'émission de gaz à effet de serre sont consultables sur un site dédié publié par Météo-France en novembre 2022.

### Milieux naturels et biodiversité

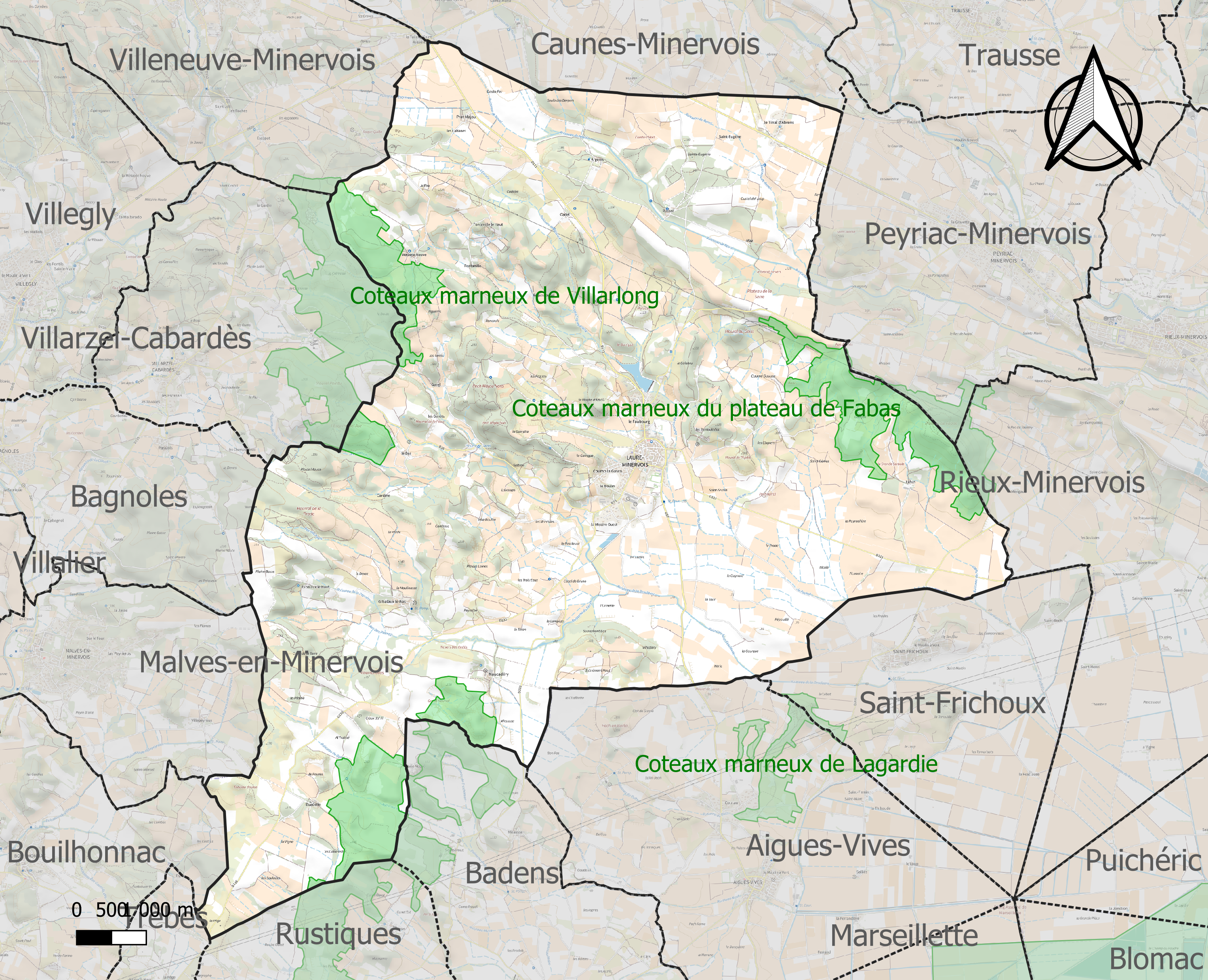
Carte des ZNIEFF de type 1 localisées sur la commune.

L’inventaire des zones naturelles d'intérêt écologique, faunistique et floristique (ZNIEFF) a pour objectif de réaliser une couverture des zones les plus intéressantes sur le plan écologique, essentiellement dans la perspective d’améliorer la connaissance du patrimoine naturel national et de fournir aux différents décideurs un outil d’aide à la prise en compte de l’environnement dans l’aménagement du territoire. Trois ZNIEFF de type 1 sont recensées sur la commune :
- les « coteaux marneux de la Métaierie Neuve » (273 ha), couvrant 3 communes du département[14] ;
- les « coteaux marneux de Villarlong » (255 ha), couvrant 3 communes du département[15] ;
- les « coteaux marneux du plateau de Fabas » (160 ha), couvrant 3 communes du département[16] ;

## Urbanisme

### Typologie
Au 1er janvier 2024, Laure-Minervois est catégorisée bourg rural, selon la nouvelle grille communale de densité à 7 niveaux définie par l'Insee en 2022.
Elle est située hors unité urbaine. Par ailleurs la commune fait partie de l'aire d'attraction de Carcassonne, dont elle est une commune de la couronne,. Cette aire, qui regroupe 115 communes, est catégorisée dans les aires de 50 000 à moins de 200 000 habitants,.

### Occupation des sols
L'occupation des sols de la commune, telle qu'elle ressort de la base de données européenne d’occupation biophysique des sols Corine Land Cover (CLC), est marquée par l'importance des territoires agricoles (84,6 % en 2018), une proportion sensiblement équivalente à celle de 1990 (84,5 %). La répartition détaillée en 2018 est la suivante : cultures permanentes (59,5 %), zones agricoles hétérogènes (21,3 %), forêts (8,1 %), milieux à végétation arbustive et/ou herbacée (6,2 %), terres arables (3,7 %), zones urbanisées (1,2 %), prairies (0,1 %). L'évolution de l’occupation des sols de la commune et de ses infrastructures peut être observée sur les différentes représentations cartographiques du territoire : la carte de Cassini (XVIIIe siècle), la carte d'état-major (1820-1866) et les cartes ou photos aériennes de l'IGN pour la période actuelle (1950 à aujourd'hui).

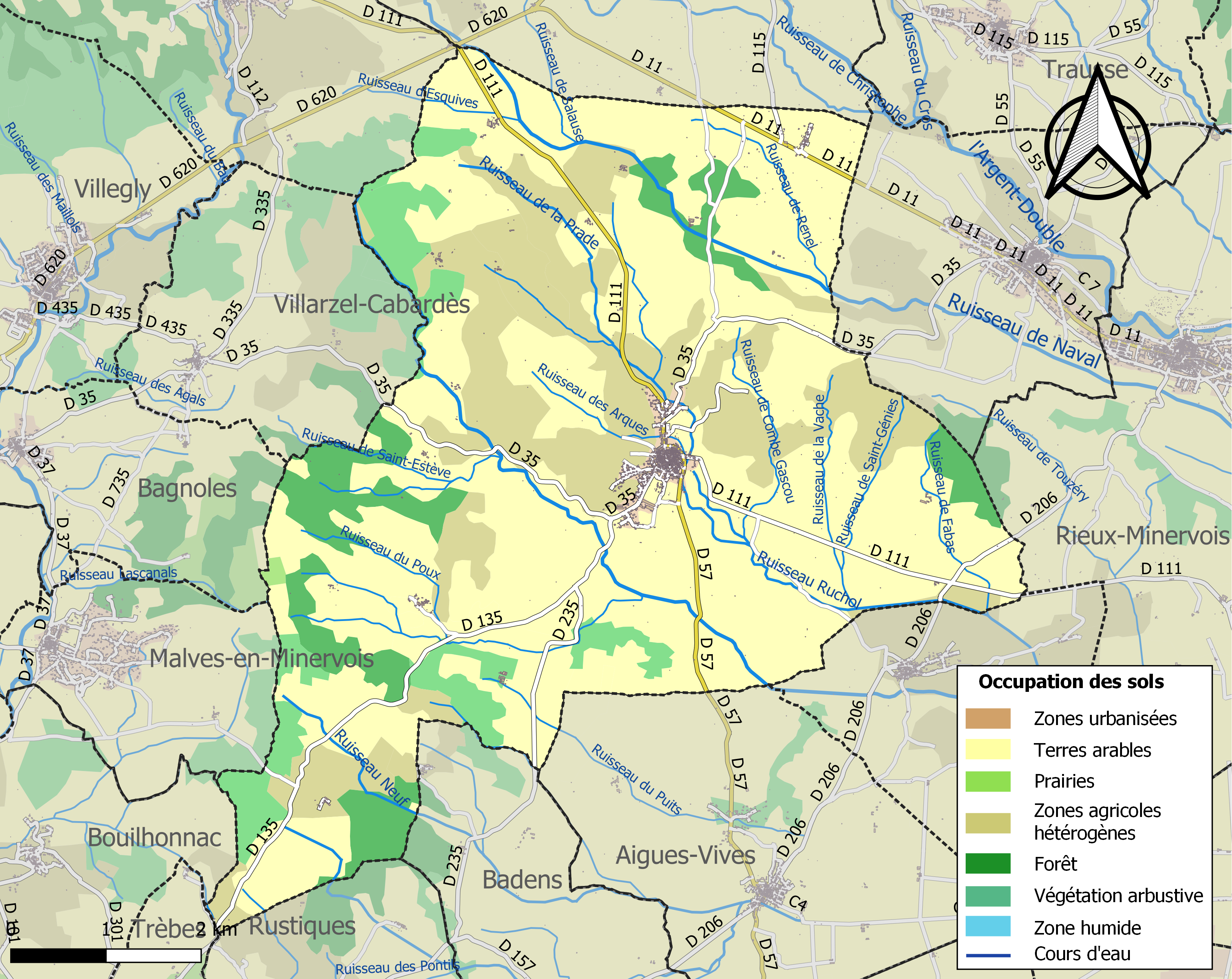
Carte des infrastructures et de l'occupation des sols de la commune en 2018 (CLC).

### Risques majeurs
Le territoire de la commune de Laure-Minervois est vulnérable à différents aléas naturels : météorologiques (tempête, orage, neige, grand froid, canicule ou sécheresse), inondations, feux de forêts et séisme (sismicité très faible). Un site publié par le BRGM permet d'évaluer simplement et rapidement les risques d'un bien localisé soit par son adresse soit par le numéro de sa parcelle.
Certaines parties du territoire communal sont susceptibles d’être affectées par le risque d’inondation par débordement de cours d'eau, notamment le ruisseau de Naval et le Rascas. La commune a été reconnue en état de catastrophe naturelle au titre des dommages causés par les inondations et coulées de boue survenues en 1982, 1987, 1989, 1992, 1999, 2005, 2009 et 2018,.

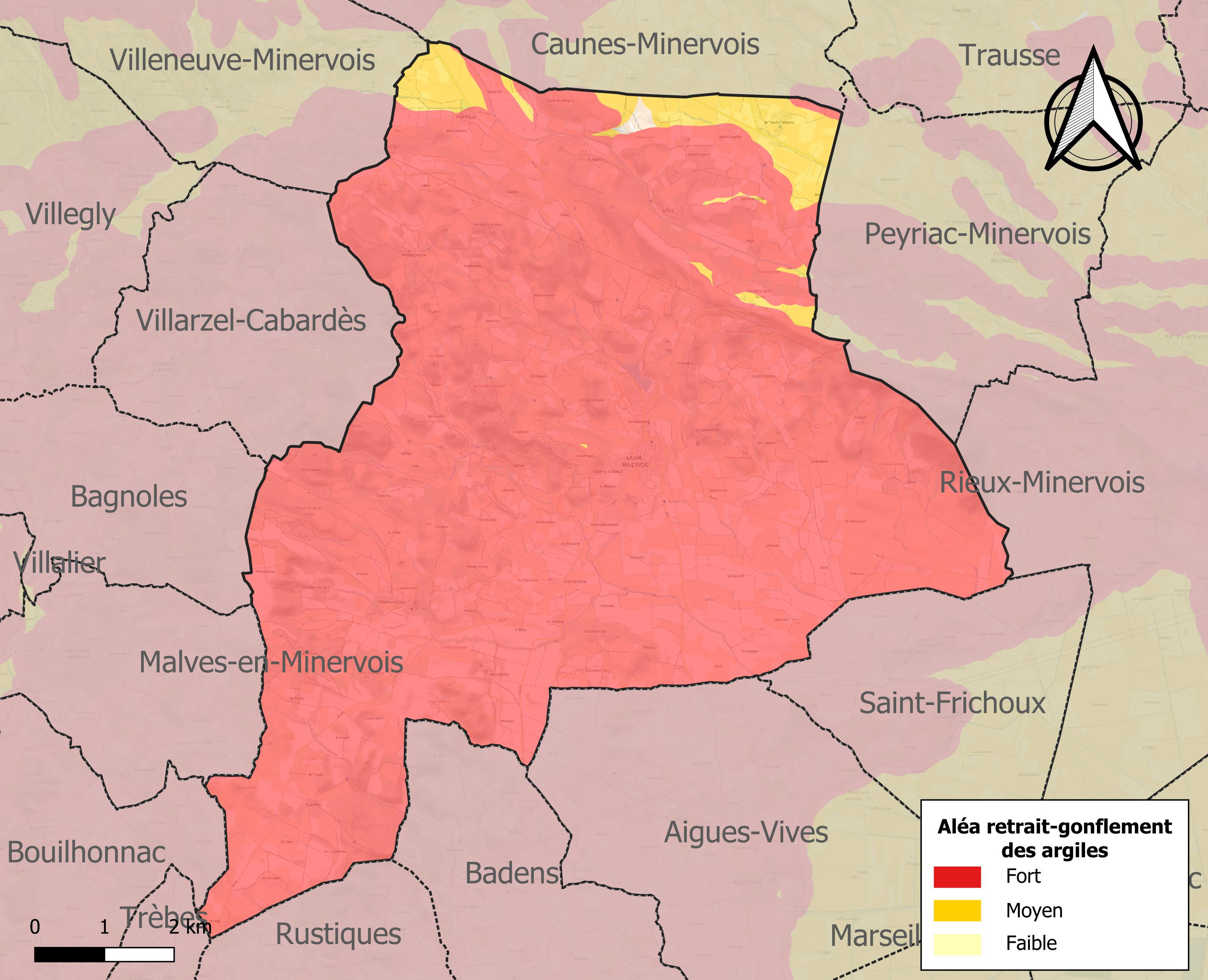
Carte des zones d'aléa retrait-gonflement des sols argileux de Laure-Minervois.

Le retrait-gonflement des sols argileux est susceptible d'engendrer des dommages importants aux bâtiments en cas d’alternance de périodes de sécheresse et de pluie. 99,8 % de la superficie communale est en aléa moyen ou fort (75,2 % au niveau départemental et 48,5 % au niveau national). Sur les 647 bâtiments dénombrés sur la commune en 2019, 647 sont en aléa moyen ou fort, soit 100 %, à comparer aux 94 % au niveau départemental et 54 % au niveau national. Une cartographie de l'exposition du territoire national au retrait gonflement des sols argileux est disponible sur le site du BRGM,.

## Histoire
Laure, d'abord connu sous le nom de Lauran, appartenait, sous les Carolingiens, à l'abbaye de Caunes-Minervois.
Sous les comtes de Carcassonne, Lauran était un domaine des principaux seigneurs. En 1224, Pierre et Arnaud de Lauran se cautionnent et sont cautionnés dans un acte de soumission des nobles du comté de Carcassonne pour la paix et trêve conclue avec le vicomte de Carcassonne, Bernard Aton. En 1124, Arnaud de Lauran et ses neveux donnent en alleu le château de Lauran à Bernard Aton. En 1126, Guillaume de Minerve fait don au vicomte Bernard Aton du château de Lauran, lequel le lui rétrocède en fief par le même acte qui précise qu'il a été acquis de Pierre et Arnaud de Lauran. La même année, Guillaume de Minerve fait donation à Bernard Aton et à sa famille des seigneuries de Minerve et d'Azille en échange de Lauran et d'Olargues.

## Politique et administration

### Liste des maires
| Période                                  | Période               | Identité      | Étiquette | Qualité |
| ---------------------------------------- | --------------------- | ------------- | --------- | ------- |
| mars 2001                                | décembre 2017 (décès) | Jean Loubat   | PS        |         |
| février 2018                             | En cours              | Émile Raggini |           |         |
| Les données manquantes sont à compléter. |                       |               |           |         |

## Démographie
| 1793 | 1800  | 1806  | 1821  | 1831  | 1836  | 1841  | 1846  | 1851  |
| ---- | ----- | ----- | ----- | ----- | ----- | ----- | ----- | ----- |
| 992  | 1 005 | 1 032 | 1 145 | 1 164 | 1 204 | 1 170 | 1 203 | 1 220 |

| 1856  | 1861  | 1866  | 1872  | 1876  | 1881  | 1886  | 1891  | 1896  |
| ----- | ----- | ----- | ----- | ----- | ----- | ----- | ----- | ----- |
| 1 290 | 1 294 | 1 348 | 1 311 | 1 400 | 1 710 | 1 604 | 1 324 | 1 316 |

| 1901  | 1906  | 1911  | 1921  | 1926  | 1931  | 1936  | 1946  | 1954  |
| ----- | ----- | ----- | ----- | ----- | ----- | ----- | ----- | ----- |
| 1 434 | 1 470 | 1 407 | 1 492 | 1 491 | 1 506 | 1 455 | 1 166 | 1 194 |

| 1962  | 1968  | 1975  | 1982  | 1990  | 1999  | 2006  | 2008  | 2013  |
| ----- | ----- | ----- | ----- | ----- | ----- | ----- | ----- | ----- |
| 1 176 | 1 156 | 1 062 | 1 126 | 1 159 | 1 096 | 1 052 | 1 048 | 1 083 |

| 2018  | 2022  | - | - | - | - | - | - | - |
| ----- | ----- | - | - | - | - | - | - | - |
| 1 035 | 1 030 | - | - | - | - | - | - | - |

## Économie

### Revenus
En 2018  (données INSEE publiées en septembre 2021), la commune compte 433 ménages fiscaux, regroupant 902 personnes. La médiane du revenu disponible par unité de consommation est de 19 040 € (19 240 € dans le département).

### Emploi
| Division       | 2008   | 2013   | 2018   |
| -------------- | ------ | ------ | ------ |
| Commune        | 9,8 %  | 14,7 % | 12 %   |
| Département    | 10,2 % | 12,8 % | 12,6 % |
| France entière | 8,3 %  | 10 %   | 10 %   |

En 2018, la population âgée de 15 à 64 ans s'élève à 626 personnes, parmi lesquelles on compte 71,4 % d'actifs (59,4 % ayant un emploi et 12 % de chômeurs) et 28,6 % d'inactifs,. Depuis 2008, le taux de chômage communal (au sens du recensement) des 15-64 ans est inférieur à celui du département, mais supérieur à celui de la France.
La commune fait partie de la couronne de l'aire d'attraction de Carcassonne, du fait qu'au moins 15 % des actifs travaillent dans le pôle,. Elle compte 169 emplois en 2018, contre 193 en 2013 et 234 en 2008. Le nombre d'actifs ayant un emploi résidant dans la commune est de 388, soit un indicateur de concentration d'emploi de 43,5 % et un taux d'activité parmi les 15 ans ou plus de 50,8 %.
Sur ces 388 actifs de 15 ans ou plus ayant un emploi, 129 travaillent dans la commune, soit 33 % des habitants. Pour se rendre au travail, 86,1 % des habitants utilisent un véhicule personnel ou de fonction à quatre roues, 1 % les transports en commun, 7,3 % s'y rendent en deux-roues, à vélo ou à pied et 5,7 % n'ont pas besoin de transport (travail au domicile).

### Activités hors agriculture

#### Secteurs d'activités
69 établissements sont implantés  à Laure-Minervois au 31 décembre 2019. Le tableau ci-dessous en détaille le nombre par secteur d'activité et compare les ratios avec ceux du département,.
| Secteur d'activité                                                                                        | Commune | Commune | Département |
| Secteur d'activité                                                                                        | Nombre  | %       | %           |
| --- | ------- | ------- | ----------- |
| Ensemble                                                                                                  | 69      | 100 %   | (100 %)     |
| Industrie manufacturière, industries extractives et autres                                                | 1       | 1,4 %   | (8,8 %)     |
| Construction                                                                                              | 11      | 15,9 %  | (14 %)      |
| Commerce de gros et de détail, transports, hébergement et restauration                                    | 21      | 30,4 %  | (32,3 %)    |
| Information et communication                                                                              | 1       | 1,4 %   | (1,6 %)     |
| Activités financières et d'assurance                                                                      | 1       | 1,4 %   | (2,7 %)     |
| Activités immobilières                                                                                    | 5       | 7,2 %   | (5,2 %)     |
| Activités spécialisées, scientifiques et techniques et activités de services administratifs et de soutien | 18      | 26,1 %  | (13,3 %)    |
| Administration publique, enseignement, santé humaine et action sociale                                    | 8       | 11,6 %  | (13,2 %)    |
| Autres activités de services                                                                              | 3       | 4,3 %   | (8,8 %)     |

Le secteur du commerce de gros et de détail, des transports, de l'hébergement et de la restauration est prépondérant sur la commune puisqu'il représente 30,4 % du nombre total d'établissements de la commune (21 sur les 69 entreprises implantées  à Laure-Minervois), contre 32,3 % au niveau départemental.

#### Entreprises
Les deux entreprises ayant leur siège social sur le territoire communal qui génèrent le plus de chiffre d'affaires en 2020 sont : 
- LTB Laure Minervois, commerce de gros (commerce interentreprises) de boissons (599 k€)
- Chateau Tour Boisee, culture de la vigne (186 k€)

### Agriculture
La commune est dans la « Région viticole » de l'Aude, une petite région agricole occupant une grande partie centrale du département, également dénommée localement « Corbeilles Minervois et Carcasses-Limouxin ». En 2020, l'orientation technico-économique de l'agriculture  sur la commune est la viticulture.
|               | 1988  | 2000 | 2010 | 2020 |
| ------------- | ----- | ---- | ---- | ---- |
| Exploitations | 128   | 97   | 78   | 74   |
| SAU (ha)      | 1 923 | 2033 | 1638 | 1549 |

Le nombre d'exploitations agricoles en activité et ayant leur siège dans la commune est passé de 128 lors du recensement agricole de 1988  à 97 en 2000 puis à 78 en 2010 et enfin à 74 en 2020, soit une baisse de 42 % en 32 ans. Le même mouvement est observé à l'échelle du département qui a perdu pendant cette période 60 % de ses exploitations,. La surface agricole utilisée sur la commune a également diminué, passant de 1 923 ha en 1988 à 1 549 ha en 2020. Parallèlement la surface agricole utilisée moyenne par exploitation a augmenté, passant de 15 à 21 ha.

## Culture locale et patrimoine

### Lieux et monuments
Un « sentier des capitelles » permet de découvrir une trentaine d'abris de pierres sèches construits dans les parcelles issues de la vente des anciens communaux à des particuliers à partir de 1813 et cultivées en vigne et en céréales. Aujourd'hui, ces cabanes se trouvent dans la garrigue ou sous les bois de pins, de chênes et de cyprès plantés aux XIXe – XXe siècles après l'abandon des cultures. Le nombre total de capitelles est entre 150 et 200.
La commune possède un plan d'eau doté d'un barrage, qui sert de bassin de rétention contre les inondations.
- Église Saint-Cornélien de Buadelle.

### Monuments historiques inscrits et classés

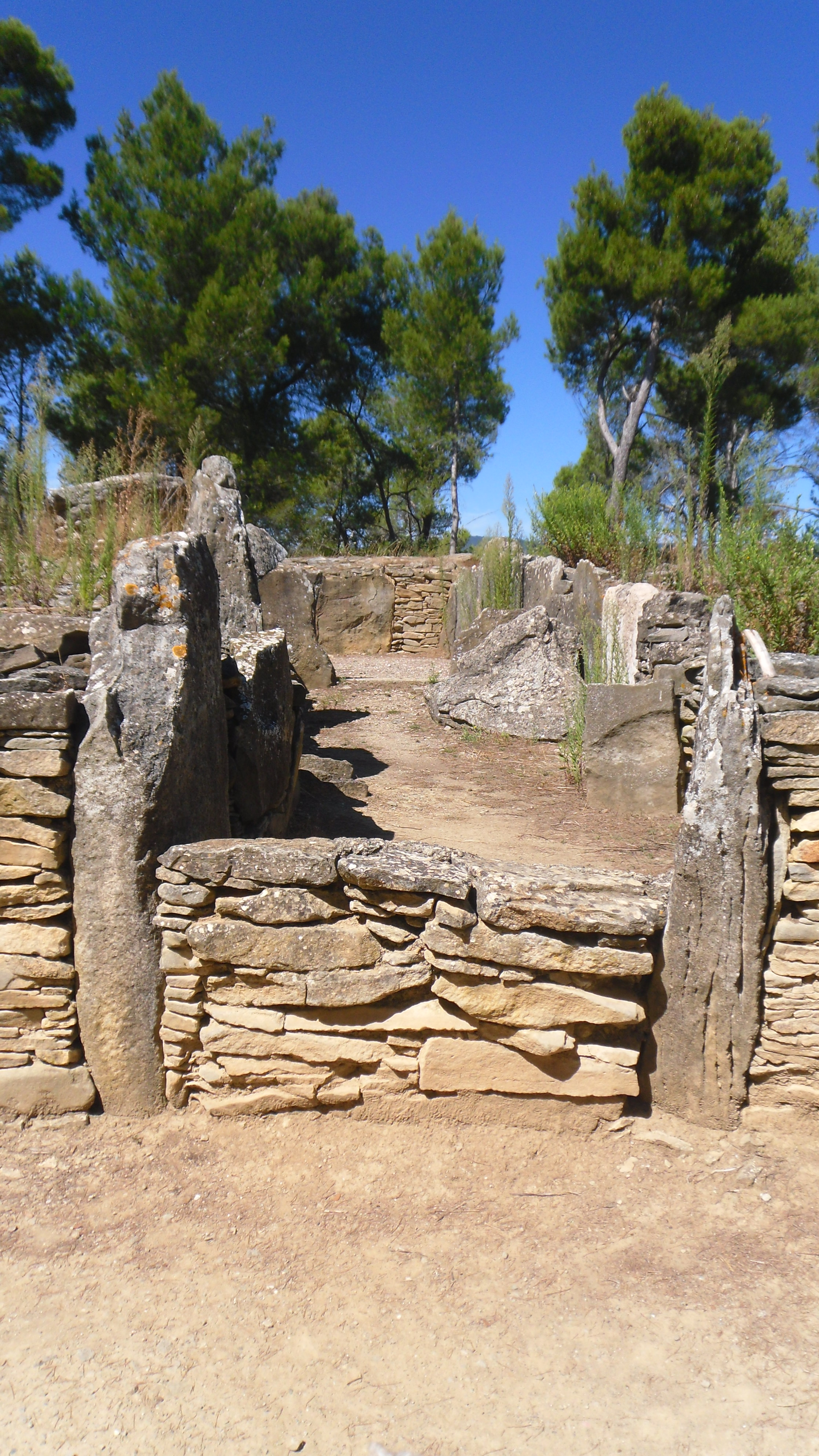
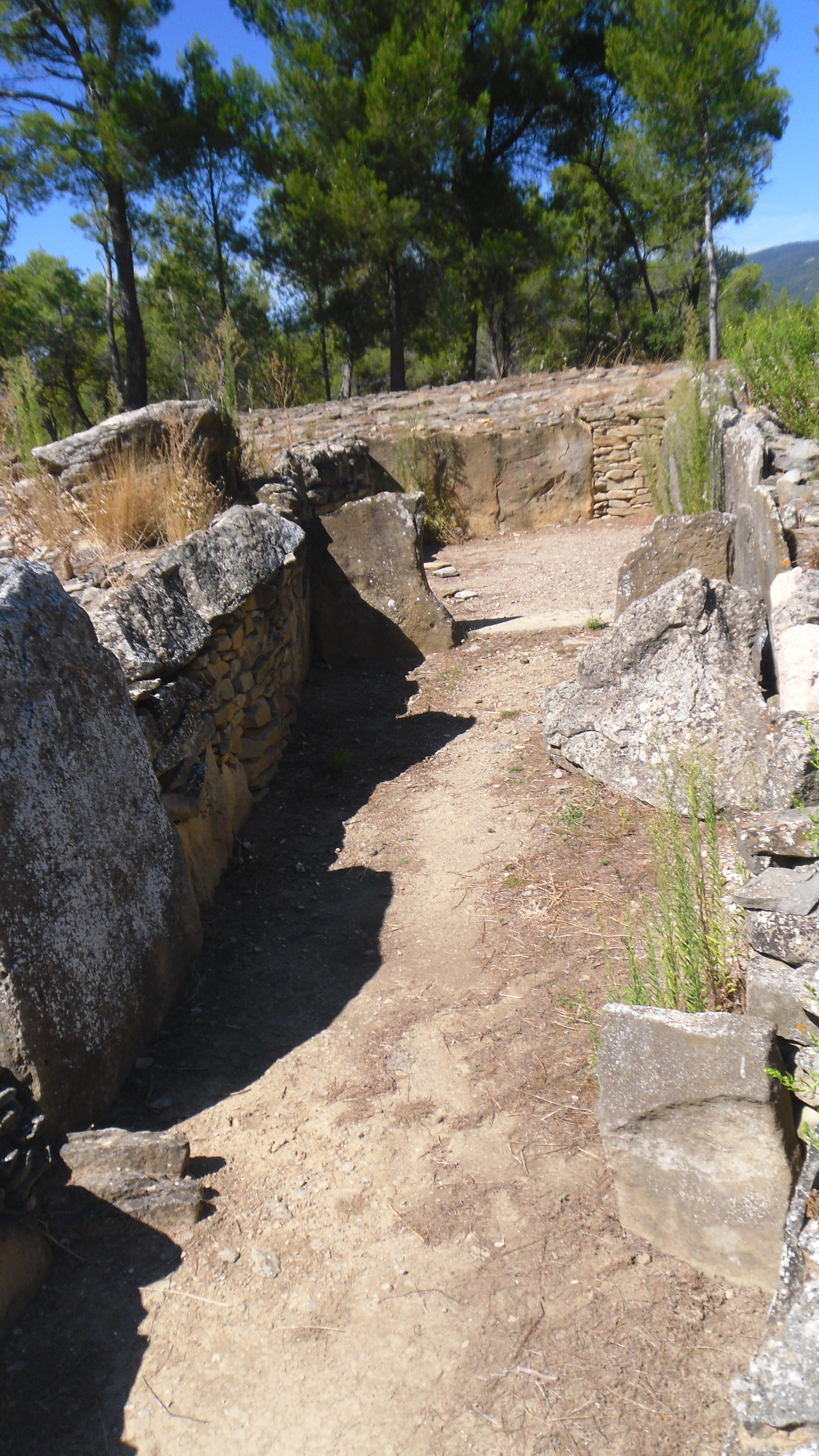
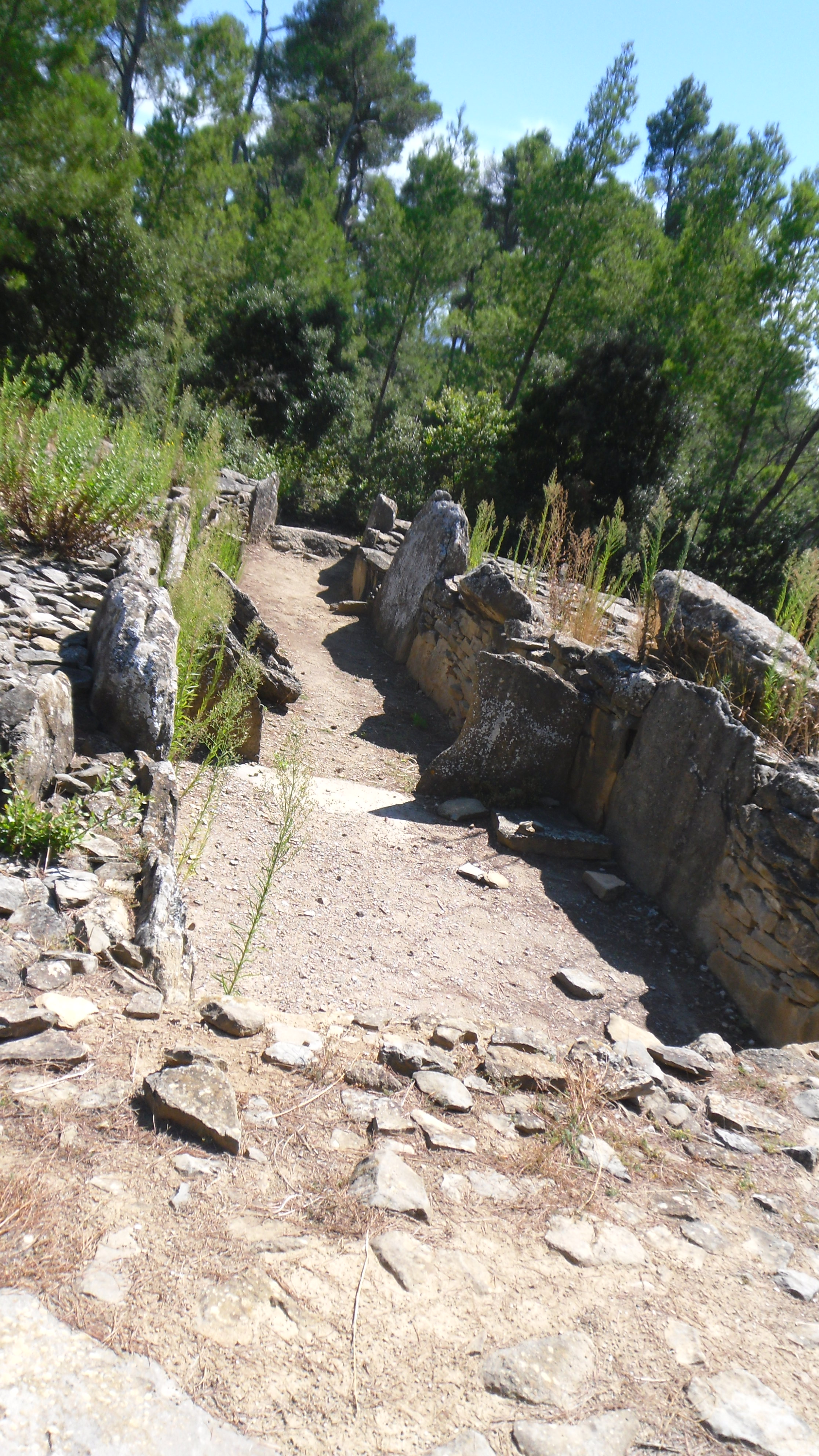
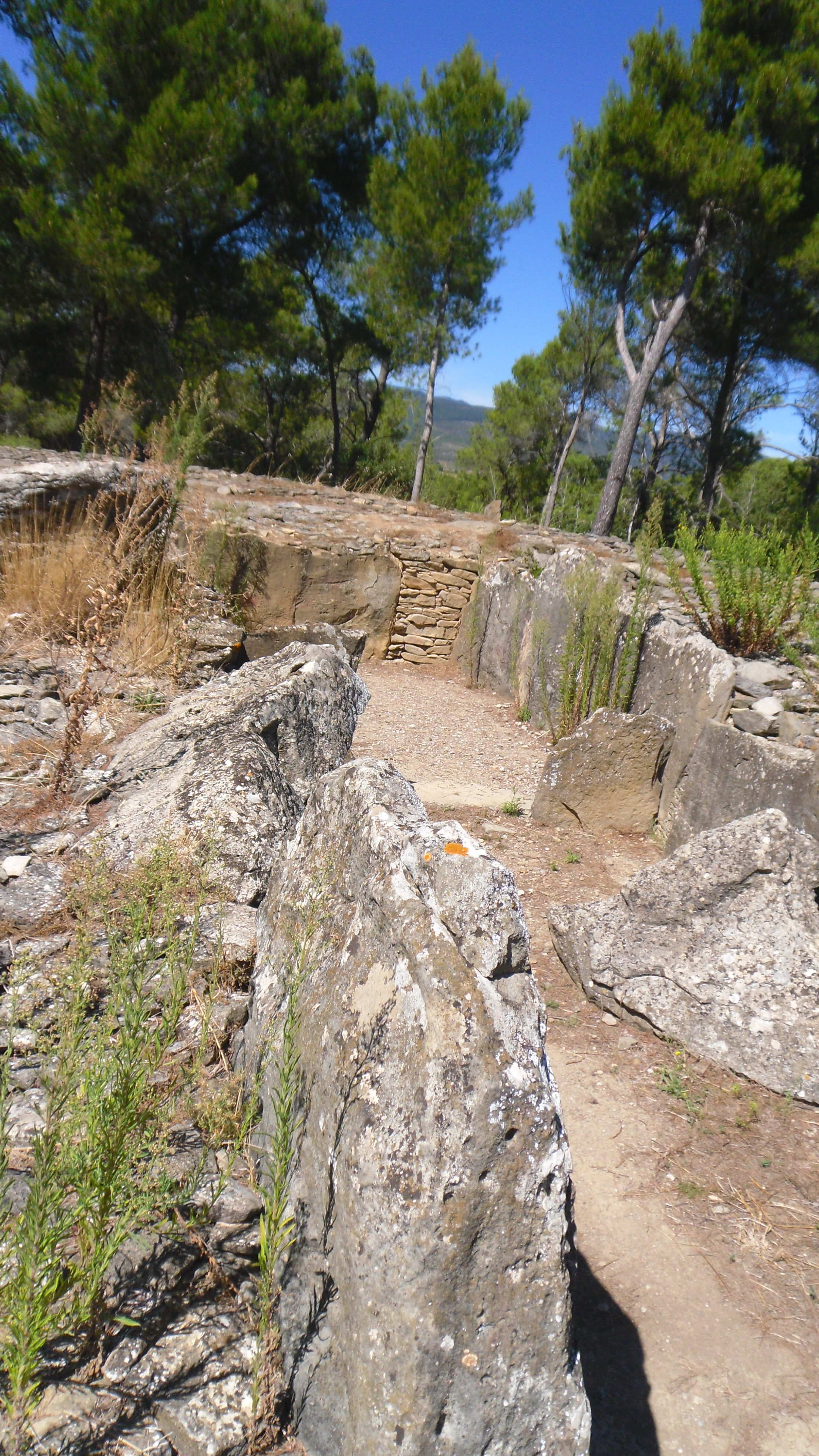
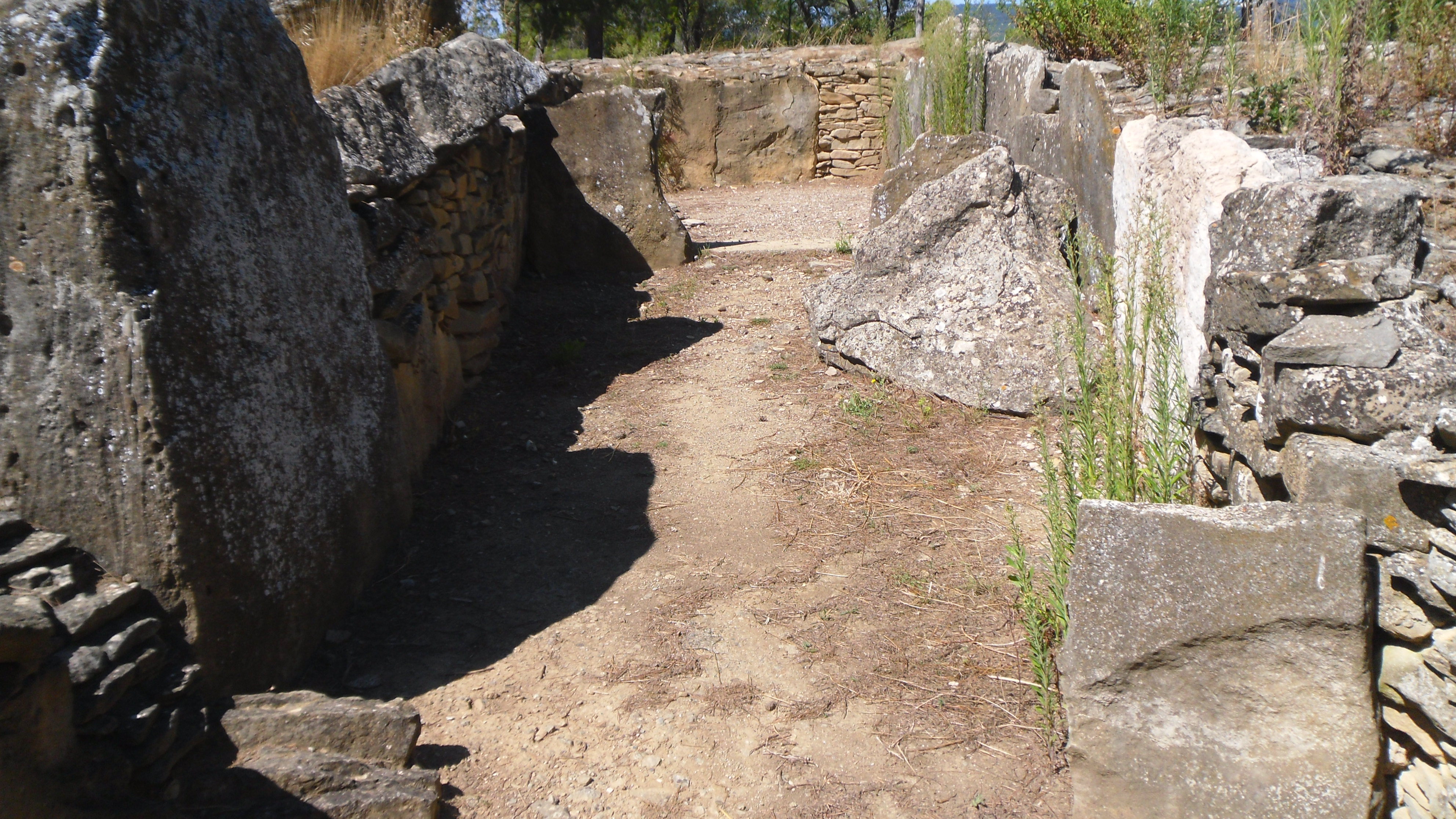
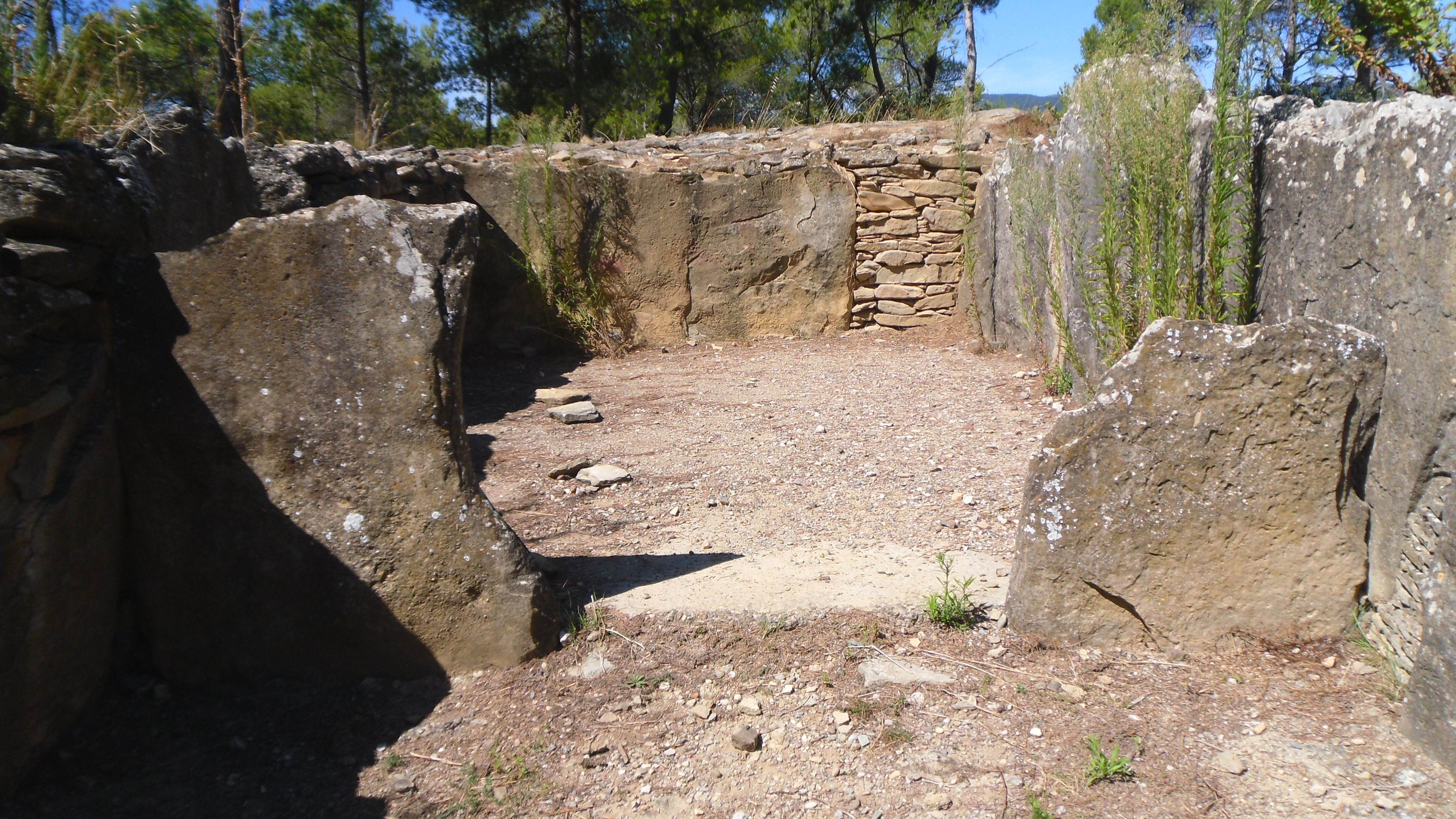
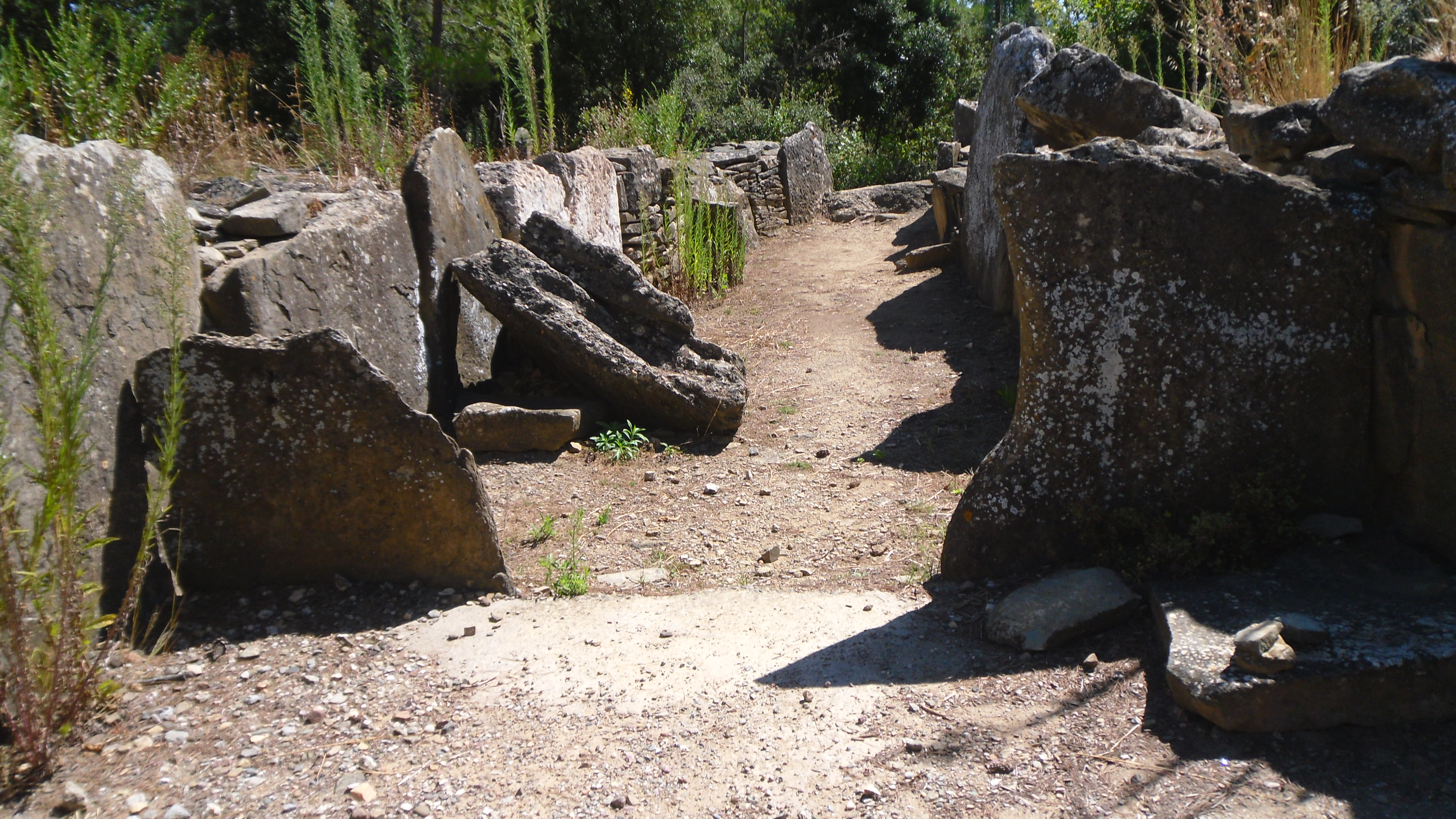

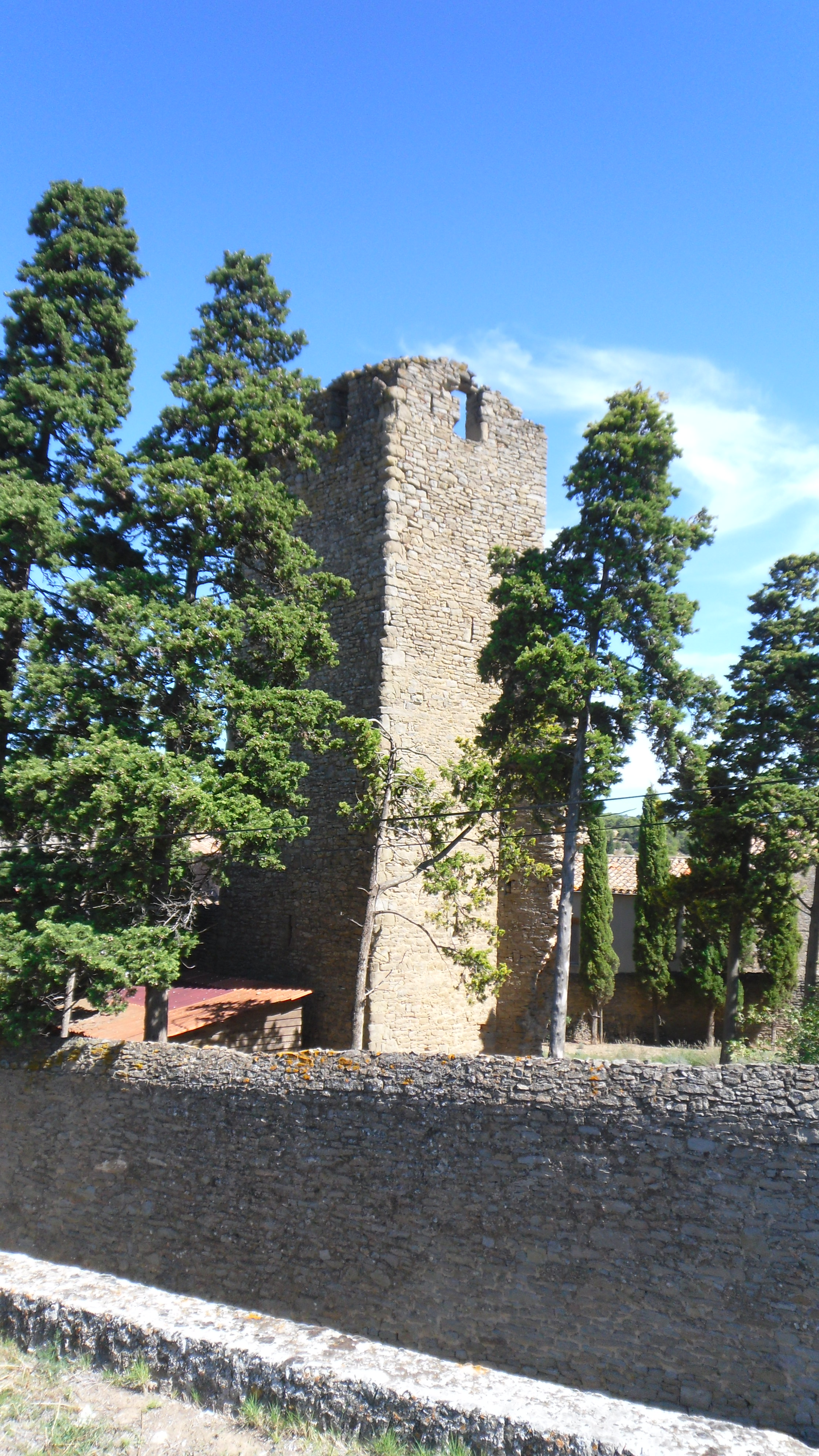
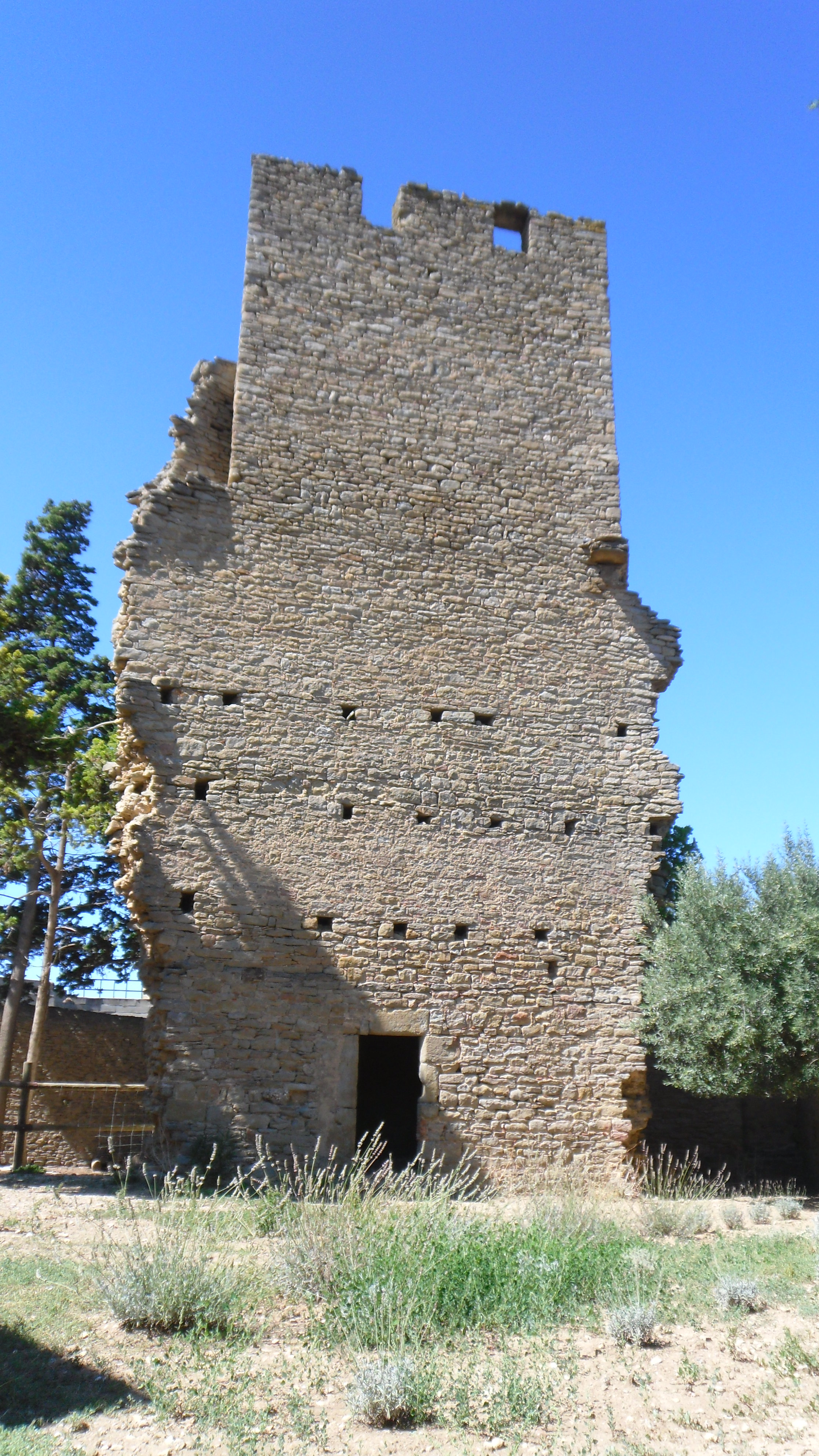
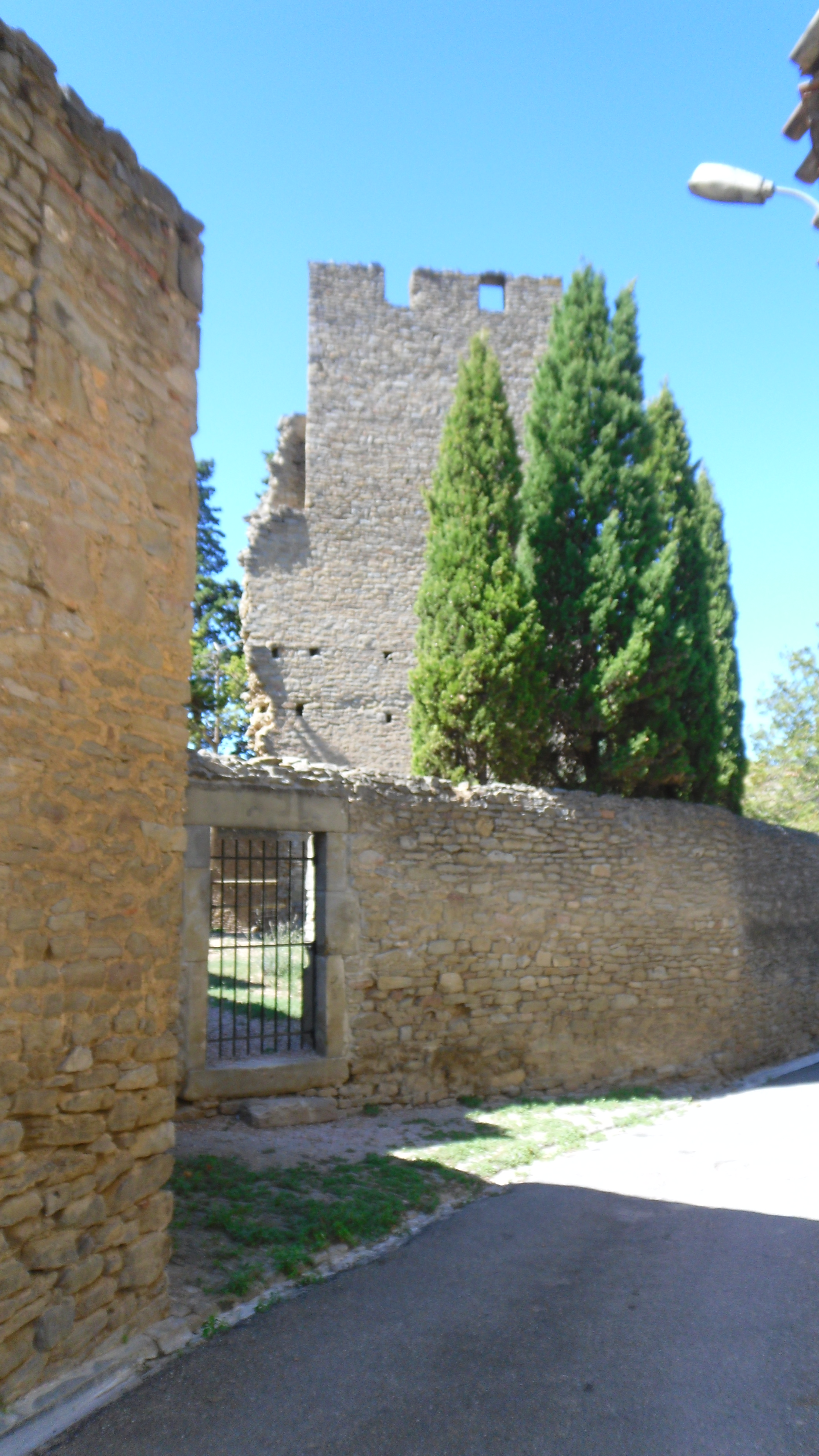
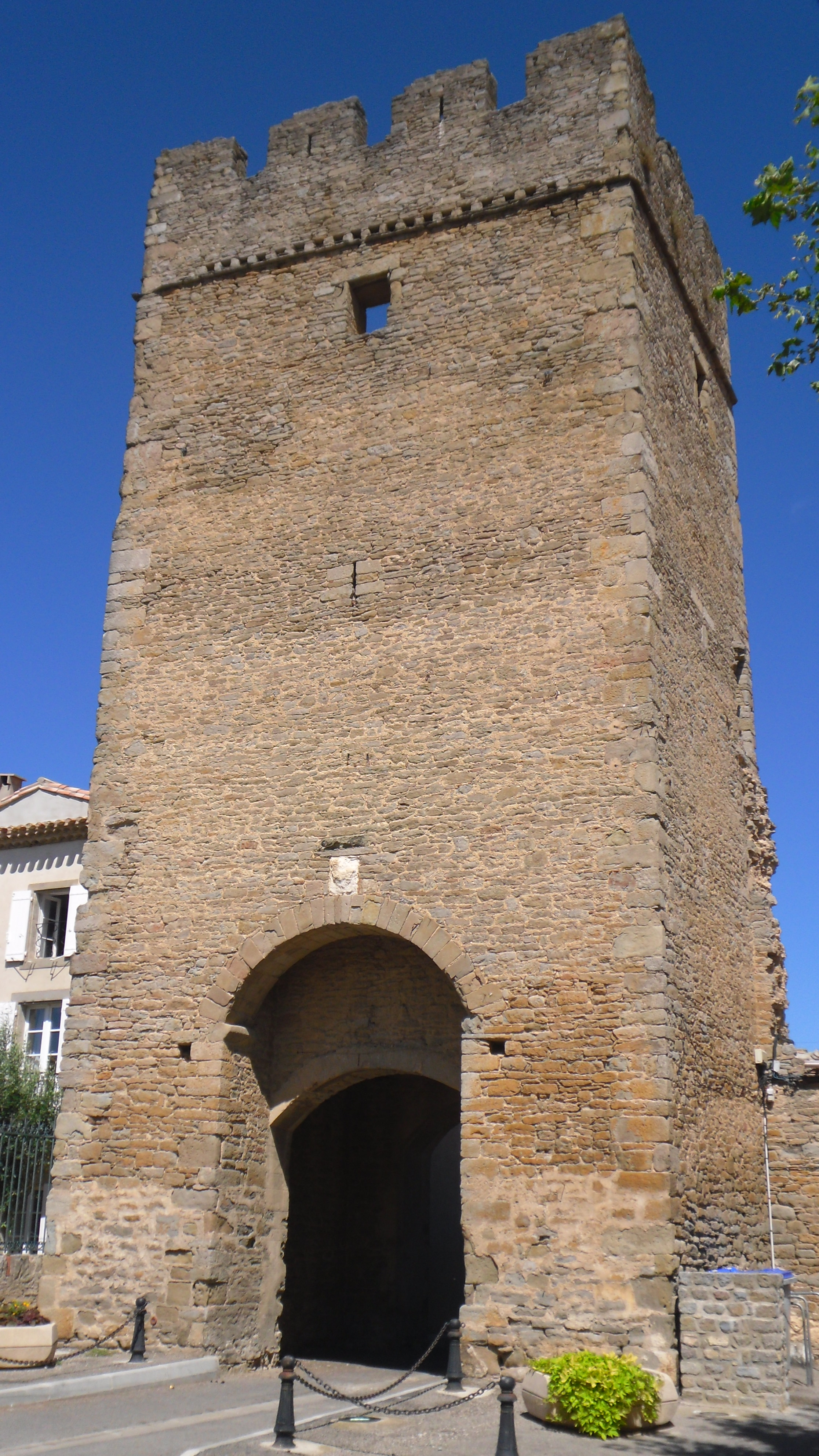
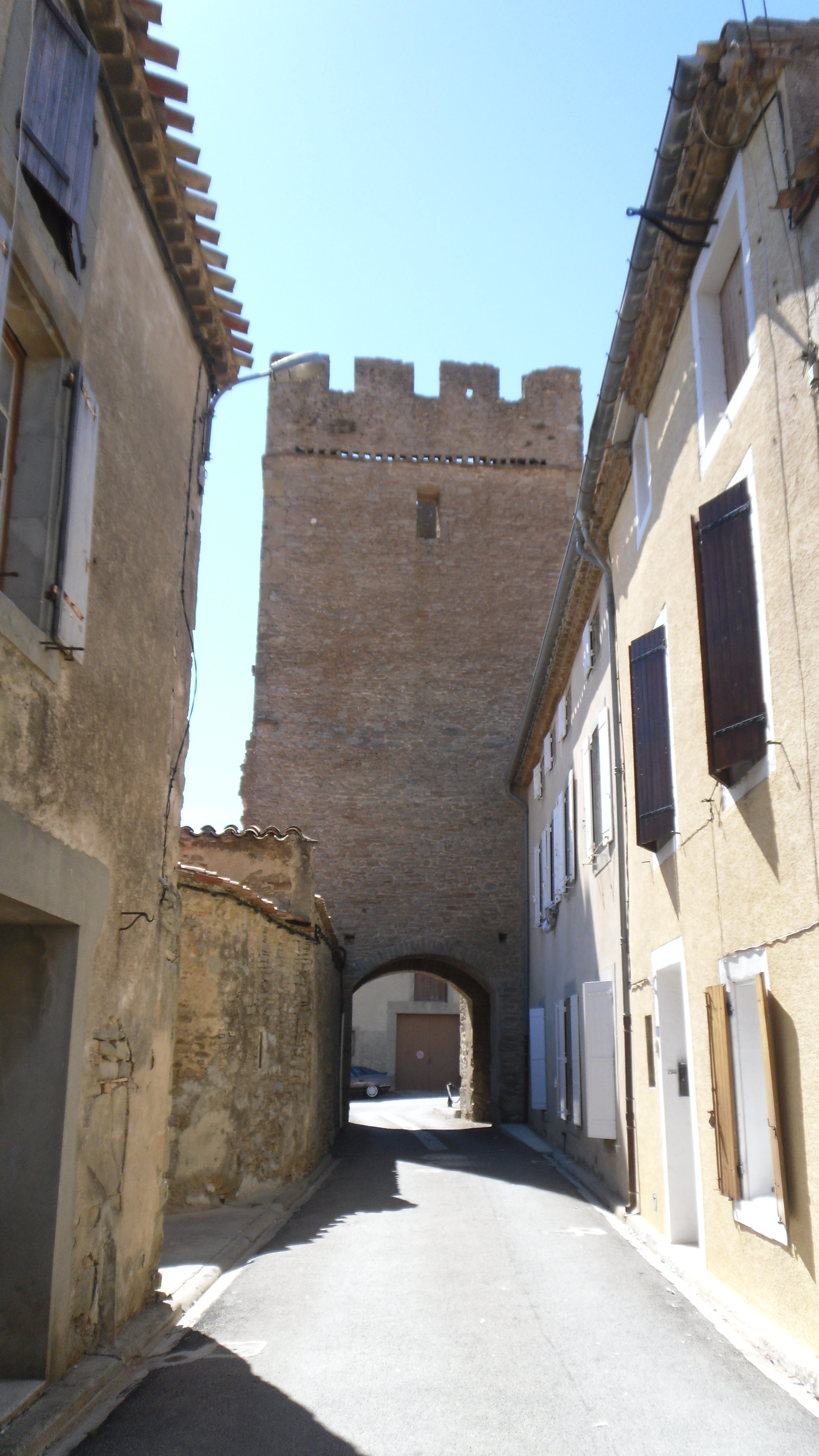
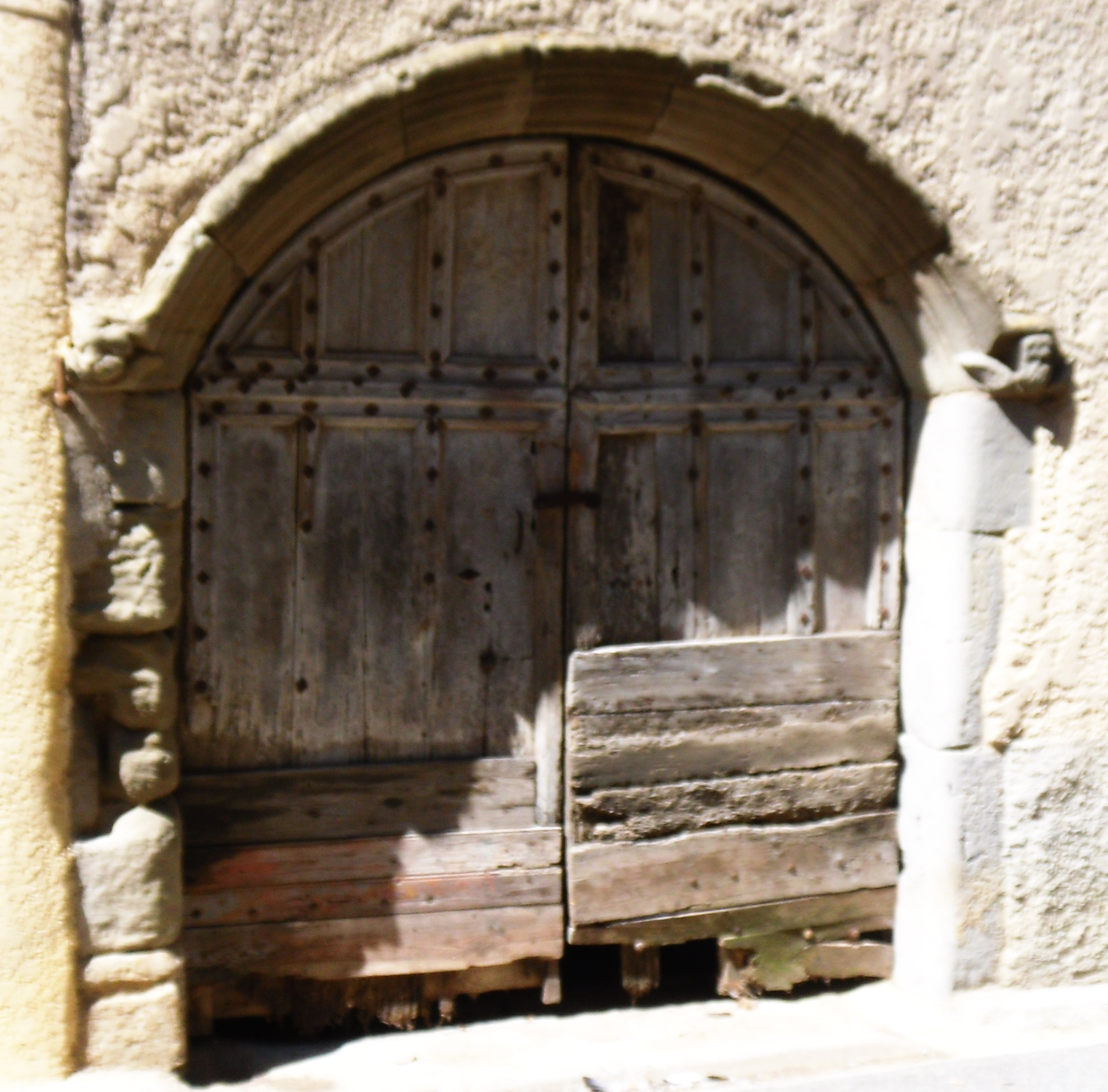
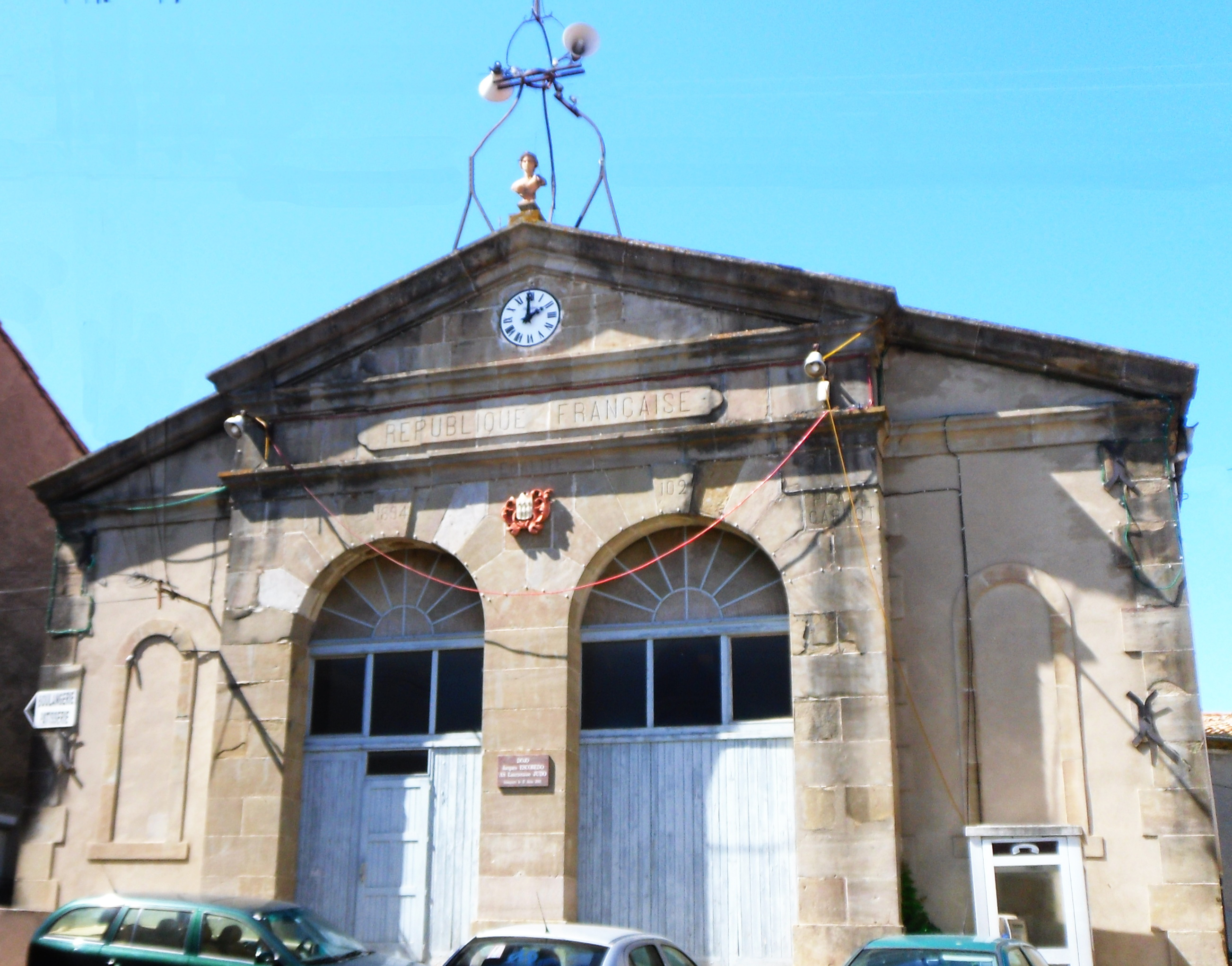

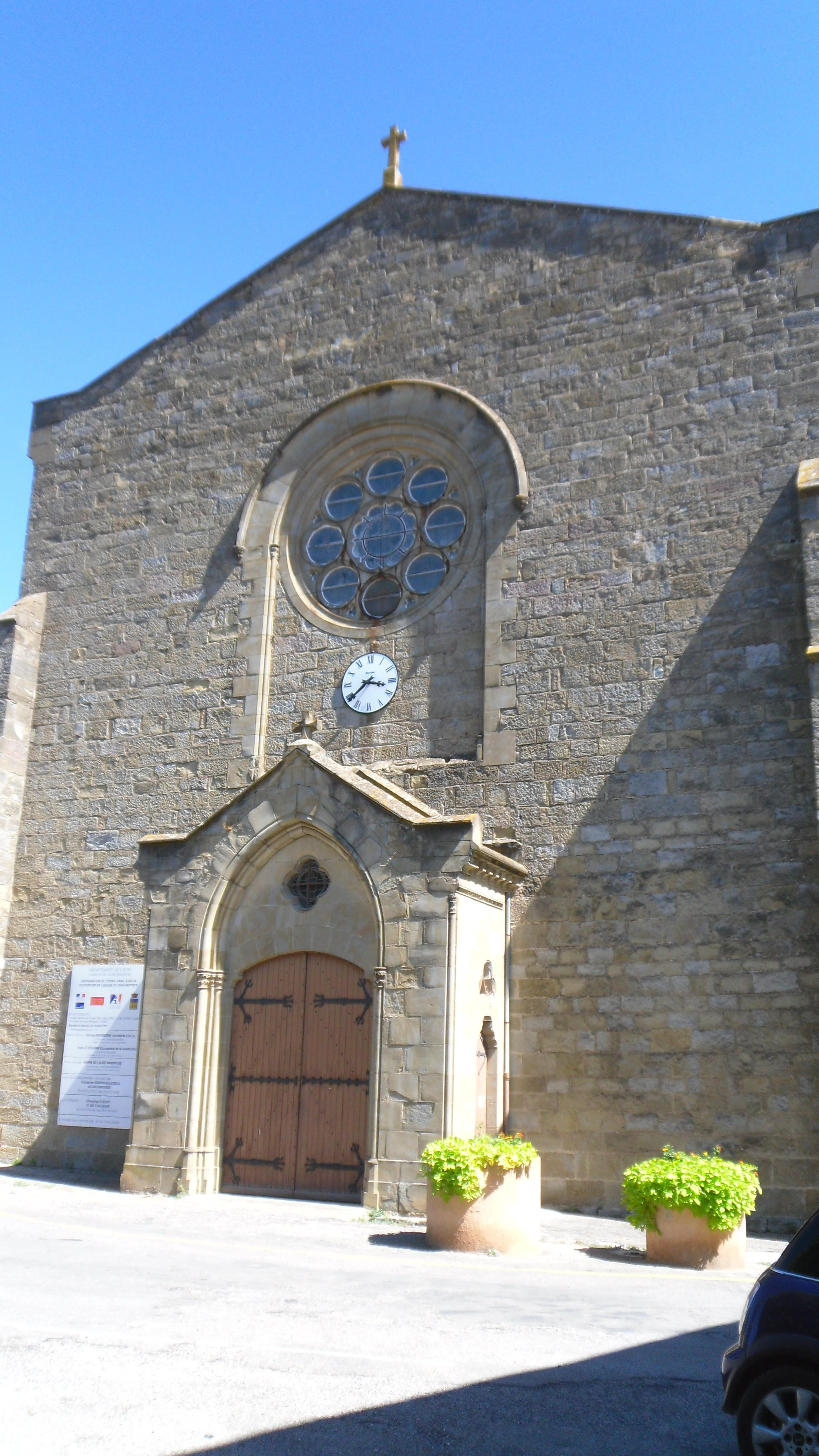
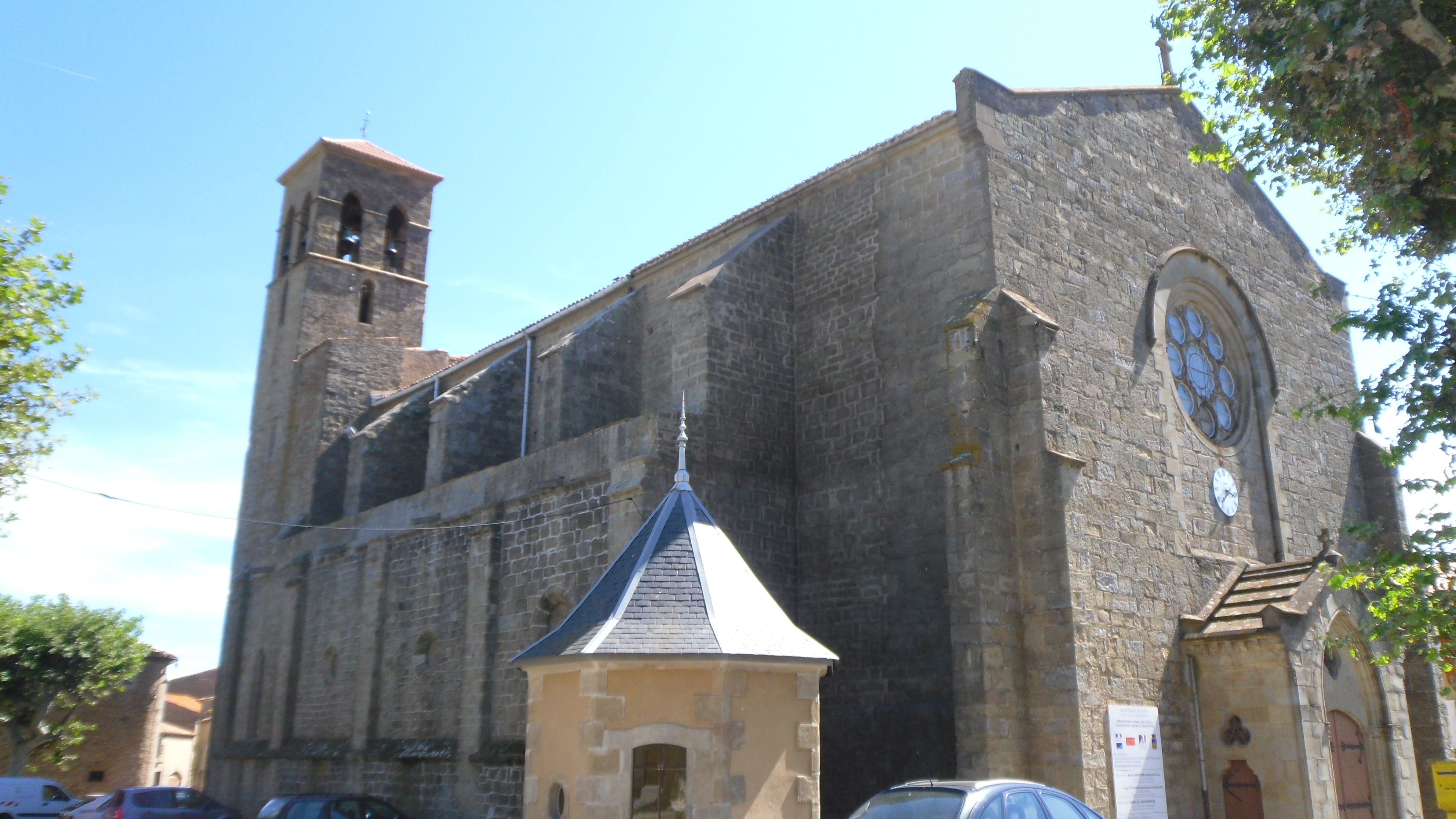
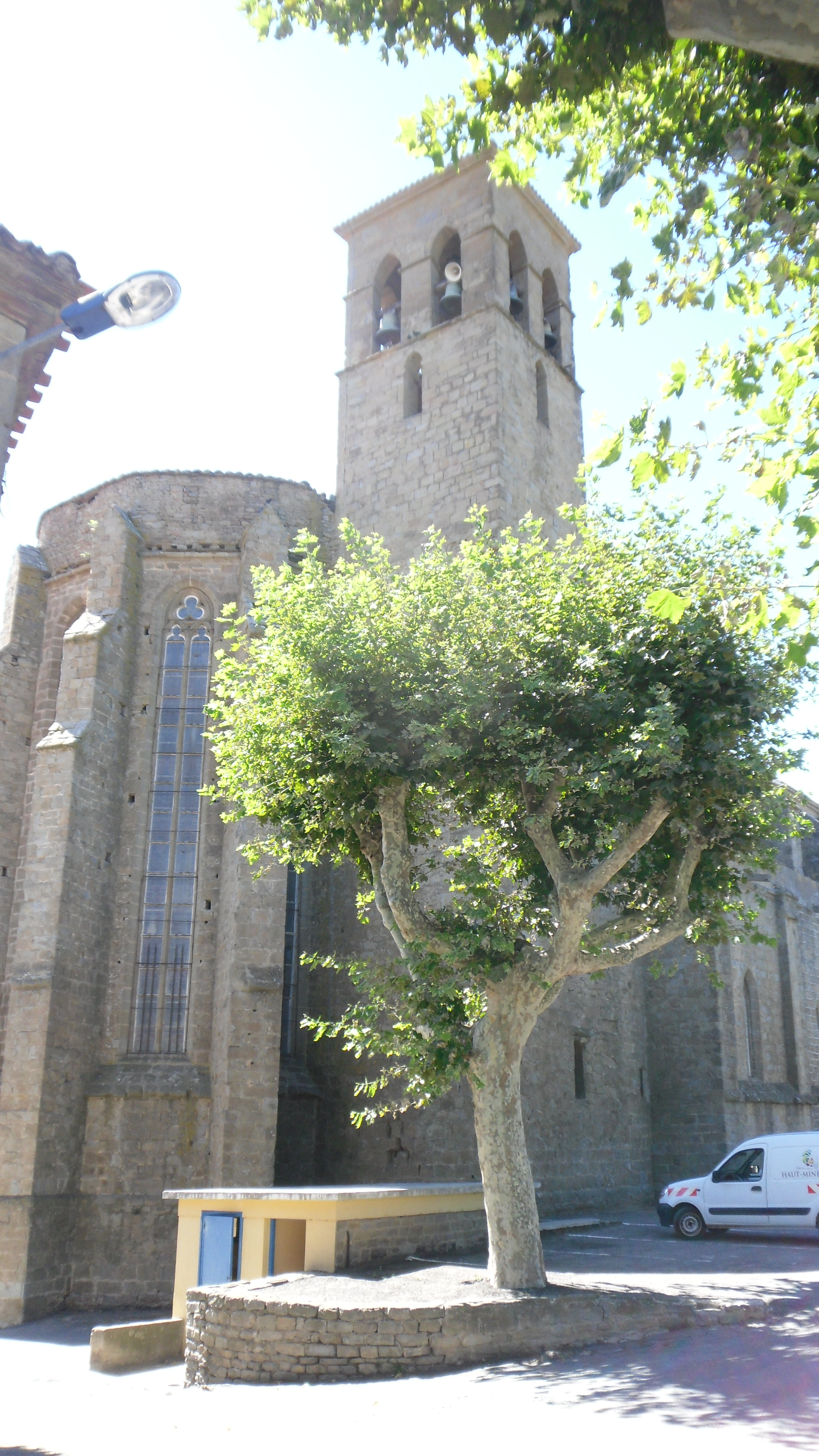

L'église paroissiale Saint-Jean-Baptiste de Laure-Minervois est classée au patrimoine régional ; et en cours de rénovation.
| Monument                                                                            | Adresse | Coordonnées                      | Notice         | Protection  | Date              | Illustration                                                                        |
| ----------------------------------------------------------------------------------- | ------- | -------------------------------- | -------------- | ----------- | ----------------- | ----------------------------------------------------------------------------------- |
| Église paroissiale Saint-Jean-Baptiste                                              |         | 43° 16′ 21″ nord, 2° 31′ 12″ est | « PA11000033 » | Inscription | 7 juin 2006       | Église paroissiale Saint-Jean-Baptiste                                              |
| Tour du Portail-Neuf                                                                |         | 43° 16′ 14″ nord, 2° 31′ 08″ est | « PA00102736 » | Inscription | 17 février 1926   | Tour du Portail-Neuf                                                                |
| Tour de Mézolieux                                                                   |         | à géolocaliser                   | « PA00102735 » | Classement  | 4 février 1932    | Image manquante Téléverser                                                          |
| Tour du Bas (ensemble)                                                              |         | à géolocaliser                   | « PA00102734 » | Inscription | 27 septembre 1948 | Image manquante Téléverser                                                          |
| Monument mégalithique, dit Allée couverte de Saint-Eugène, sur le domaine de Russol |         | 43° 17′ 51″ nord, 2° 31′ 31″ est | « PA00102733 » | Classement  | 12 novembre 1931  | Monument mégalithique, dit Allée couverte de Saint-Eugène, sur le domaine de Russol |

Allée couverte de Saint-Eugène
Tour boisée, Tour du portail neuf,
Église paroissiale Saint-Jean-Baptiste

### Personnalités liées à la commune
- Pons Escoupérier dit Pontus De La Gardie : gentilhomme né vraisemblablement dans le village voisin de Caunes-Minervois, et qui a vécu une partie de sa jeunesse à Laure-Minervois.
- Étienne Moulinié : compositeur de musique à la cour, né à Laure-Minervois en 1599.

### Héraldique
| Blason de Laure-Minervois | Blason  | De sinople à un pal fuselé d'argent et de gueules. |
| Blason de Laure-Minervois | Détails | Le statut officiel du blason reste à déterminer.   |